# Radin (Bludenz)

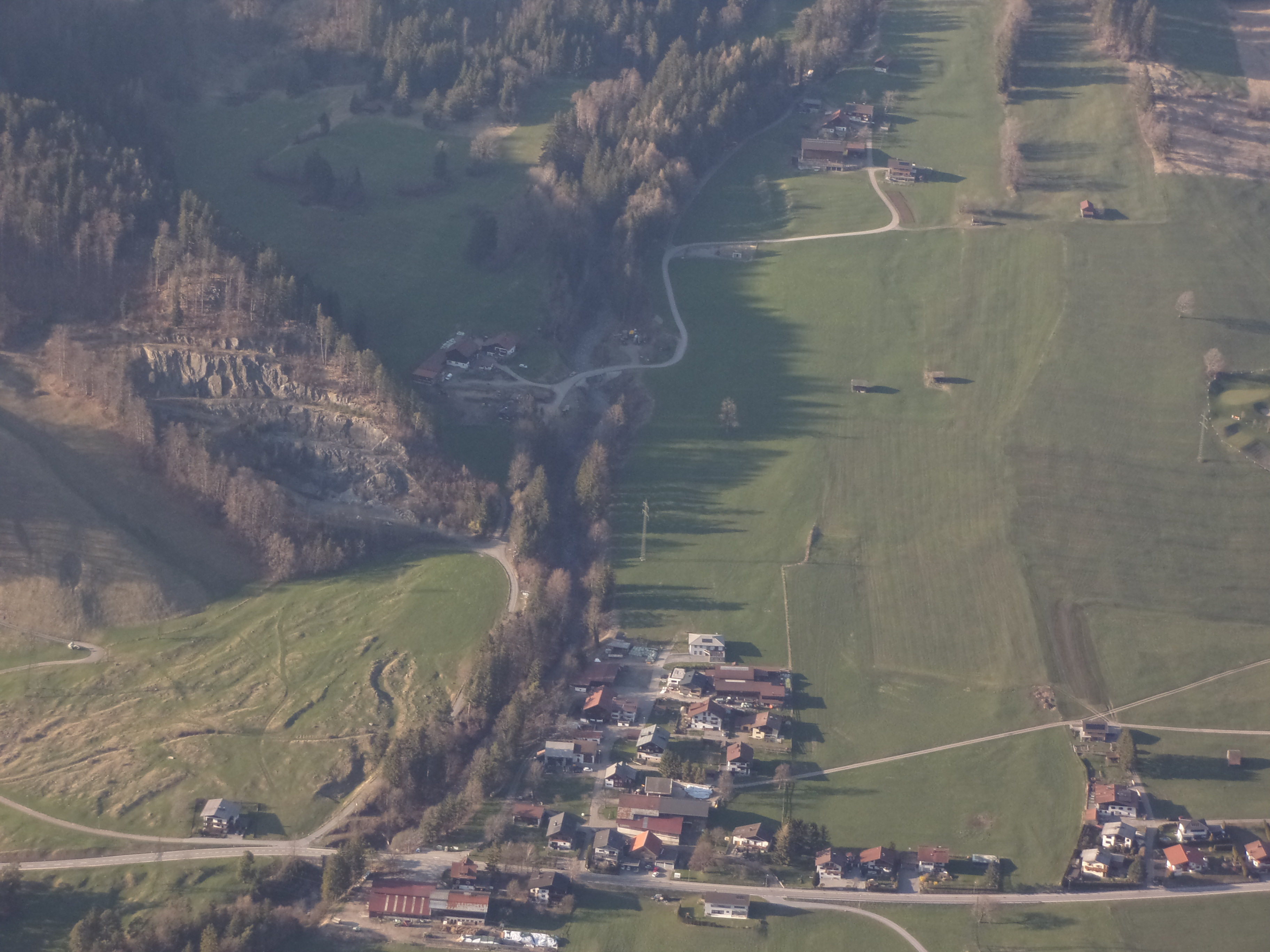
Oberradin von Süden, links daneben das Grubser Tobel

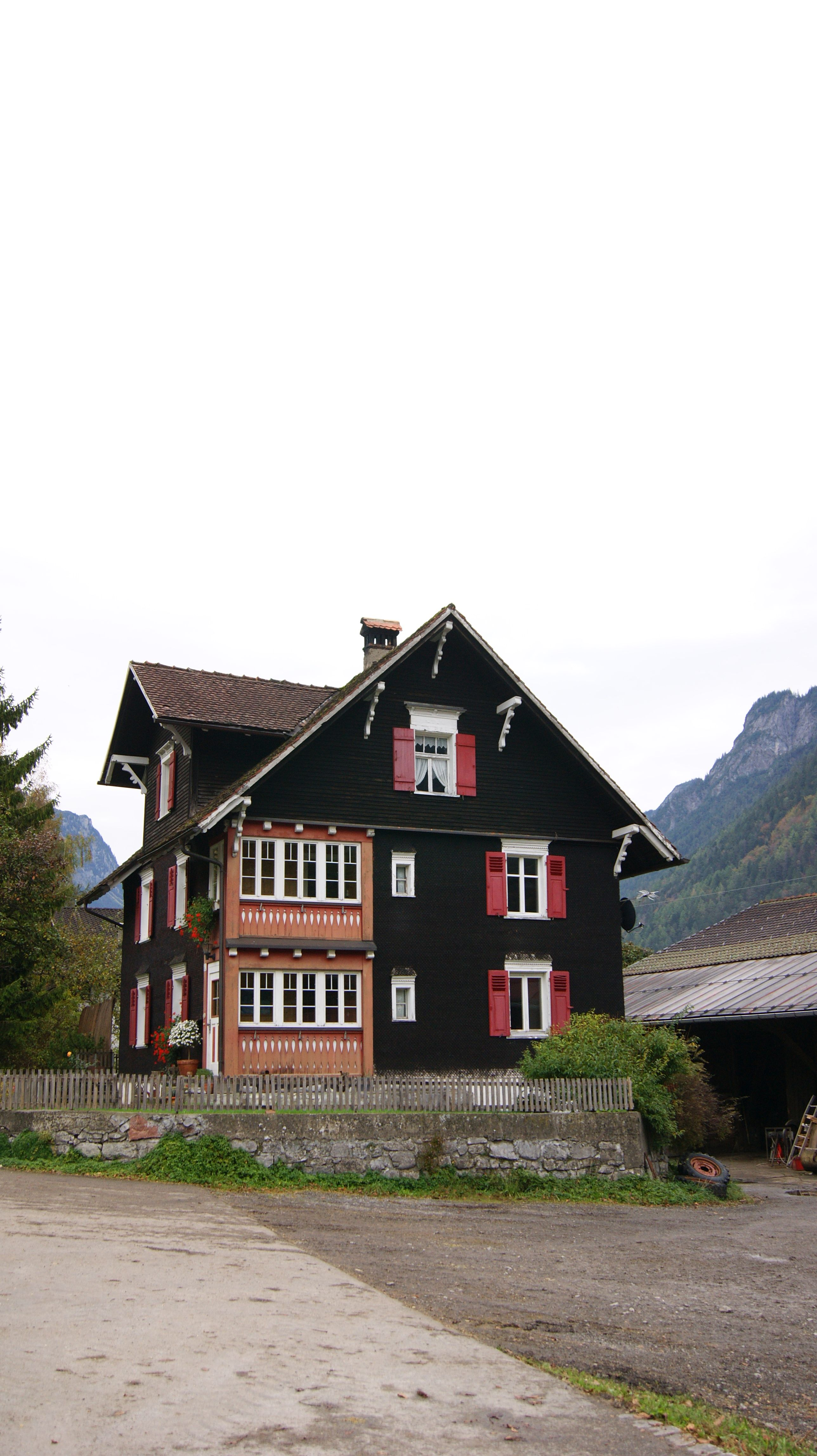
Bauernhaus in Oberradin an der Klostertalerstraße.

Radin (678 m ü. A.) ist ein Ortsteil der Gemeinde Bludenz in Vorarlberg (Österreich).

## Topographie
Der Ort liegt etwa drei Kilometer Luftlinie von der Stadtgrenze Bludenz entfernt. Es gliedert sich in Oberradin (Hauptsiedlung, 690 m ü. A.) und das etwa 300 Meter entfernte Unterradin (665 m ü. A.). Im Westen grenzt Radin – getrennt durch den Spannerbach aus dem Grubser Tobel – an St. Leonhard und im Osten an Ausserbraz, beides weitere Teile der Gemeinde Bludenz. Radin zählt, wie auch die Bludenzer Ortsteile Bings, St. Leonhard und Ausserbraz, zum Klostertal und nicht wie die Stadt Bludenz zum Walgau.
Radin zählt 145 Einwohner. Im Jahr 1787 wurden im Ortsteil Radin 11 Wohnhäuser mit 58 Einwohnern gezählt.
Der Name Radin soll von „Ratin“ abstammen (lat.: Steigung).
In Radin befand sich im Mittelalter eine Schmiede, die 1544 urkundlich erwähnt wird.

## Religion
Die Pfarre Radin wird zusammen mit Bings, St. Leonhard und Stallehr von der Pfarre Herz Mariä, Bludenz, betreut.
Eine Teilstrecke des Jakobsweg Landeck–Einsiedeln, welcher durch Vorarlberg, das Klostertal und den Walgau führt, verläuft über Innerbraz – Ausserbraz – Oberradin – St. Leonhard nach Bludenz.

## Verkehr
Zwischen Oberradin und Unterradin verläuft ein Teil der Arlbergbahnstrecke. Radin hat jedoch keinen eigenen ÖBB-Bahnhof.
Die Hauptstraße, die direkt durch Oberradin führt, ist die Landesstraße L97 (Klostertalerstraße). Von der S16 (Arlberg Schnellstraße) aus ist Radin nicht über eine eigene Abfahrt erreichbar.

## Alfenz
Von Innerbraz bis Unterradin fließt die Alfenz noch weitgehend natürlich und unverbaut als Gebirgsfluss und mit mehreren Aufspaltungen des Hauptgewässers. Die Dynamik des Flusses kann sich in ausgedehnte Schotterflächen und Kiesfluren ausdehnen und Sand, Schlick und Kies ablagern (Alfenzauen). Weidenbüschen, Grau-Erlen und unterschiedliche Auwaldformen sind vorherrschend.
Wegen Wasserausleitungen für die Nutzung in Kraftwerken ist die Alfenz jedoch fast durchgehend eine Restwasserstrecke. Bei Unterradin liegt ein Wasserspeicher mit etwa 150.000 m2, der für das Alfenzkraftwerk genutzt wird.

## Bevölkerungsentwicklung
Die Bevölkerungsentwicklung in Radin ist über die Jahrhunderte hinweg schwankend:
| 169  | 58   | 57   | 69   | 64   | 61   | 111  | 146  | 123  | 149  | 156  | 145  |
| 1762 | 1787 | 1810 | 1823 | 1838 | 1869 | 1961 | 1971 | 1981 | 1991 | 2001 | 2011 |

## Persönlichkeiten
- Hans Bitschnau (* 21. November 1873 bei Radin; † 11. Juni 1962 in Feldkirch), leitender Staatsanwalt. Vater von Elfriede Blaickner (1904–2001).